# Шэньчжоу-21
«Шэньчжоу-21» (кит. 神舟二十号, пиньинь Shénzhōu èrshí-hào, буквально: «Священный челн-21», англ. Shenzhou-21) — шестнадцатый пилотируемый космический корабль КНР серии «Шэньчжоу», десятая экспедиция на станцию «Тяньгун». Запуск миссии планируется в октябре 2025 года.

## Экипаж
| Тайконавт | должность    | № полёта | Организация |
| --------- | ------------ | -------- | ----------- |
| Китай     | Командир     |          | CNSA        |
| Китай     | Член экипажа |          | CNSA        |
| Китай     | Член экипажа |          | CNSA        |